# Templi Bei Shaolin
I Bei Shaolin-si (北少林寺S, Běi Shàolín-sìP) sono i templi Shaolin situati a nord della Cina. Da non confondere con l'arte marziale Bei Shaolin.

## I templi
- Il Shàolín-sì dell'Henan (少林寺 o 河南少林), detto anche Tempio Shaolin Shorinji, Tempio Shorinji, o ancora Tempio Shaolin del nord,è situato sul versante settentrionale del monte Sōngshān (嵩山), nei pressi dell'antica capitale Luoyang, nella regione dell'Henan.
- Il Shàolín-sì di Jixian (蓟县少林), è un ipotetico tempio, probabilmente sorto alle pendici del monte Panshan nell'Hebei, nella contea di Jixian, nei pressi della località di Zi Gai Feng. Fu costruito durante il periodo della Dinastia Yuan[1][2].
- Ipotetici templi del maestro Xuhao: oltre ai due templi citati sopra, vennero costruiti più di una dozzina di altri templi nel nord della Cina[2].